# Tossal d'Escobedieso
El Tossal d'Escobedieso és una muntanya de 2.764 metres que es troba al municipi de Vilaller, a la comarca de l'Alta Ribagorça.